# 屍變 (電影)
《屍變》（英語：The Evil Dead）為美國出產的邪典恐怖電影。上映前，美國導演山姆·雷米運用從當地律師與牙醫師籌募而來資金35萬美金，困難的選擇在荒郊野外拍攝，大約歷時三個月製作完成。但本片在美國推銷時，電影公司都不感興趣，所以最初只在英國上映。
上映後，意外獲得英國地區青少年的口耳相傳，美國地區才有電影公司買下放映版權。然而，本片於坎城影展播映時，仍然受到廣泛關注，遂成為新一代邪典電影導演，紅遍歐洲、美洲及東南亞一帶，使得山姆·雷米的知名度大增。由於本片獲得少數支持者的喜愛及推崇，亦常被歸類於次文化之列。

## 概述
舞臺在荒郊野外的空屋內取景，佈景相當簡陋，大量使用多種視角的切換和不規則的扭曲鏡頭，呈現出既誇張又特殊的拍攝手法，並且搭配嘔心無比的特製效果。

## 劇情簡介
五位青少年利用假期前往到荒郊野外的空屋露營，享受悠閒的渡假時光。當晚，他們在空屋內發現到一本「死亡之書」及一臺錄音機。然而，好奇的他們卻不小心誤將空屋內招喚惡靈的錄音帶播放出咒語，使得「死亡之書」的封印解開，令樹林間的惡靈甦醒過來。
被激怒的惡靈，開始逼近到這一群人的身上……

## 人物角色
| 角色名稱         | 演員            | 備註       |
| ---------------- | --------------- | ---------- |
| 艾許（Ash）      | 布魯斯·坎貝爾   | 妮塔的男友 |
| 妮塔（Linda）    | 丹寧史·比可西勒 | 艾許的女友 |
| 謝爾（Cheryl）   | Ellen Sandweiss |            |
| 史考堤（Scotty） | Hal Delrich     |            |
| 雪琳（Shelly）   | 丹蕾夏·汀莉     |            |

## 電玩遊戲
- The Evil Dead (1984年 Commodore 64 / ZX Spectrum)
- Evil Dead：Hail To The King (2000年 PlayStation / Dreamcast / PC)
- Evil Dead: A Fistful of Boomstick (2003年 PlayStation 2 / Xbox)
- Evil Dead: Regeneration (2005年 PlayStation 2 / Xbox / PC)
- Army of Darkness Defense (2011年 iPhone / iPod Touch / iPad)
- Evil Dead: The Game (2011年 iPhone / iPod Touch / iPad)

## 逸事
最初，本片拍攝時取名為《死亡之書》（Book Of Dead）。

## 備註
1. ↑  香港電影票房 1983 〔外語電影〕 的存檔，存档日期2007-11-17.，〈香港電影票房全紀錄〉
2. ↑  1984年台灣票房 的存檔，存档日期2004-12-14.，〈台灣電影資料庫〉

## 外部連結
- The Evil Dead （页面存档备份，存于） 在 Deadites Online.
- 互联网电影数据库（IMDb）上《屍變》的资料（英文）
- AllMovie上《屍變》的资料（英文）
- Box Office Mojo上《屍變》的資料（英文）
- 爛番茄上《屍變》的資料（英文）